# Muisi Ajao
Muisi Ajao  (* 2. Dezember 1978 in Lagos) ist ein ehemaliger nigerianischer Fußballspieler. Er konnte auf der Innenverteidigerposition wie auch im defensiven Mittelfeldspieler eingesetzt werden.

## Vereinskarriere
Ajao, Spitzname The Beast, kam über die nigerianischen Vereine Bendel Insurance, Shooting Stars FC und Julius Berger FC zum belgischen Klub Cercle Brügge, für den er in der Spielzeit 1996/97 zu fünf Erstligaeinsätzen kam. Ajao kehrte daraufhin nach Afrika zurück und unterschrieb beim südafrikanischen Erstligisten Kaizer Chiefs, den er nach einer Saison wieder verließ, um sich dem Ligakonkurrenten Mamelodi Sundowns anzuschließen.
Mit den Sundowns gewann Ajao zweimal die südafrikanische Meisterschaft (1999 und 2000) sowie einmal den ligainternen Pokalwettbewerb (1999). 2001 erreichte man das Finale der CAF Champions League, war dort aber gegen den ägyptischen Vertreter al Ahly Kairo chancenlos. Ajao kam in den Finalpartien nicht zum Einsatz. 2002 wurde er gemeinsam mit zahlreichen anderen Spielern aus seinem Vertrag entlassen.
In der vietnamesischen V-League fand er 2003 mit Quảng Nam-Đà Nẵng einen neuen Verein, für den er zwei Jahre lang spielte. Über anschließende Stationen liegen keine zuverlässigen Angaben vor, so absolvierte er Probetrainings in Bahrain, Indien und Südafrika. 2005/06 spielte er beim anschließend aufgelösten südafrikanischen Klub Bush Bucks FC.
Es folgten weitere Stationen bei Kingfisher East Bengal und Manning Rangers, ehe er 2007 seine Karriere beendete.

### Nationalmannschaft
Ajao kam zu einem Einsatz für die nigerianische Nationalmannschaft. Bei der 1:2-Niederlage am 16. September 2001 im Freundschaftsspiel gegen Südkorea gelang ihm der zwischenzeitliche Führungstreffer.

## Erfolge
- Nigerianischer Meister: 1995
- Nigerianischer Pokalsieger: 1995, 1996
- Südafrikanischer Meister: 1999, 2000